# Gavião (Bahia)
Gavião – miasto i gmina w Brazylii, w stanie Bahia. Znajduje się w mezoregionie Nordeste Baiano i mikroregionie Serrinha.